# Magara Kondō
Magara Kondō (近藤 真柄, 30 janvier 1903 - 18 mars 1983), également connue par son nom de naissance Magara Sakai (堺 真柄), est une femme de lettre, militante socialiste, et féministe japonaise. Elle est principalement connue pour son rôle central dans la création en 1921 de la Sekirankai, la première organisation féministe et socialiste japonaise. Elle mène ensuite une activité militante importante au sein des organisations féministes et des partis prolétariens de l'avant-guerre, où elle cherche à lier constamment l'émancipation des femmes, la question sociale et le pacifisme. Après-guerre, sans être au premier plan elle demeure engagée et participe aussi à transmettre l'histoire et les combats de la génération d'avant-guerre aux nouvelles générations militantes. 

## Biographie

### Famille, jeunesse et formation
Magara nait le 30 janvier 1903, elle est la fille de Toshihiko Sakai, un pionnier du mouvement socialiste au Japon, et de Michio Sakai. Très jeune, elle est marquée par l'engagement politique de sa famille et la répression qui frappe son père, parmi ses premiers souvenirs figurent les visites en prison à son père.
En avril 1904, Toshihiko Sakai, le père de Magara, est emprisonné pour des articles publié dans le Heimin Shimbun, un journal qu'il avait fondé en novembre 1903, aux côtés de Shūsui Kōtoku, pour défendre une position socialiste et pacifiste face aux risque de guerre avec la Russie. En août 1904, Michio, la mère de Magara, meurt et celle-ci est envoyée vivre chez la cousine de son père, Yoshiko Shinoda, à Shizuoka. En septembre 1905, Toshihiro Sakai se remarie avec la militante féministe et socialiste Tameko Nobeoka. En avril 1907, Magara quitte Shizuoka et retourne vivre avec son père et sa belle-mère à Kashiwagi, Tokyo. En juin 1908, Toshihiko Sakai est arrêté dans l'Affaire du drapeau rouge (akahata jiken) et condamné à deux ans de prison en août. En conséquence, Magara est dans un premier temps envoyé chez Tojikiro Kato, directeur d'un hôpital pour les pauvres et ancien soutien financier du Heimin Shimbun, mais elle retourne rapidement avec sa belle-mère, celle-ci parvient à subvenir à leurs besoins en apprenant le métier de coiffeuse. Du fait de son incarcération, Toshihiko Sakai n'est pas impliqué par les autorités dans l'Affaire de haute trahison qui éclate en 1910. Cependant, des amis proches de la famille sont condamnés à mort, comme Shūsui Kōtoku et Kanno Sugako. Magara reçoit même une lettre personnelle de Kanno Sugako écrite la veille de son exécution, elle restera une figure marquante pour Magara, à laquelle elle s'identifiera lors de ses combats,.

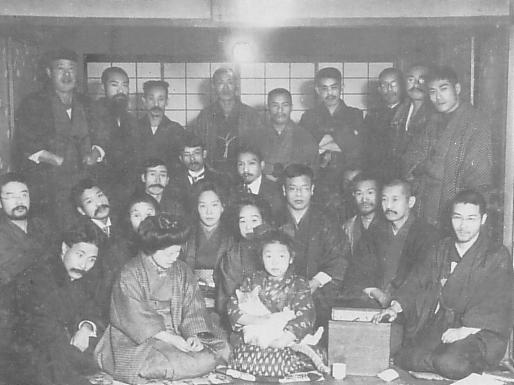
Membres de la Baibunsha.

Pendant la « période d'hiver » du socialisme japonais qui suit l'Affaire de haute trahison, le père de Magara, Toshihiko Sakai, lance en 1910 la Baibun-sha, une maison d'édition qui imprime et diffuse à travers le Japon les écrits des militants socialistes, puis le journal Shin-Shakai (La Société nouvelle) en 1915. Grâce à ces canaux, Toshihiko participe aussi à diffuser des analyses pacifistes de la première guerre mondiale. Durant cette période, Magara poursuit sa scolarité, toujours immergée dans la vie du mouvement socialiste. En 1920, Magara sort diplômée du lycée pour jeune fille. La même année elle suit une formation à l'école de dactylographie de Kanda Jimbōchō pour apprendre à taper en anglais. Elle travaille ensuite pour la maison d'édition de gauche Sobunkaku.

### Militantisme féministe socialiste avant-guerre
Magara Sakai s'engage très jeune en politique, elle participe comme militante d'avant-garde dans les mouvements féministe et socialiste. Son engagement se marque par une recherche d'unité qui la fait chercher la coopération alors que les socialistes et les féministes se divisent, par le lien étroit qu'elle noue entre le combat féministe et la lutte de classe, mais aussi par son pacifisme et son refus du nationalisme, elle combat ainsi celles et ceux qui cherchent à s'allier à l'État impérial et à ses ambitions colonial pour obtenir des réformes. Cet engagement dure jusqu'à ce que la répression l'empêche de militer publiquement.

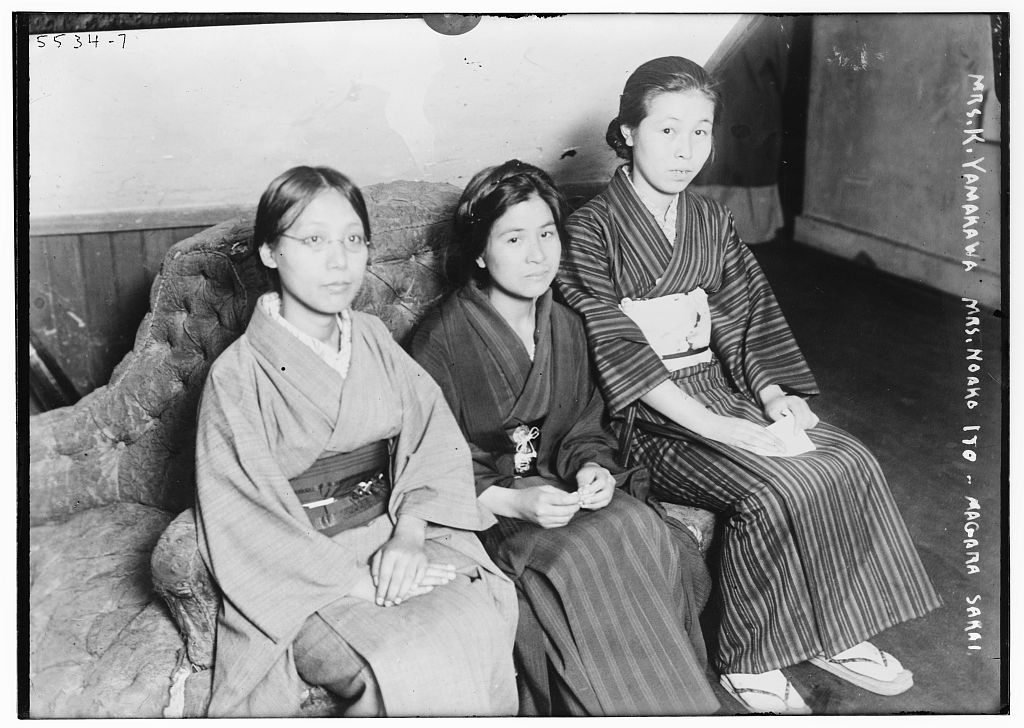
Yamakawa Kikue, Ito Noe et Magara Sakai, de la Sekirankai.

À l'âge de 18 ans, en avril 1921, Magara participe à la fondation de la première organisation féministe d'inspiration socialiste du Japon : la Sekirankai (赤瀾会, litt. Société de la Vague rouge), avec sa belle-mère Tameko Sakai, Fusako Kutsumi, Shizue Akizuki et Haruko Hashiura, les militantes Kikuei Yamakawa et Noe Itō sont approchées pour être les conseillères de l'organisation. Elle participe avec la Sekirankai à la manifestation du 1er mai qui suit immédiatement la formation de l'organisation, durant laquelle toutes les militantes sont arrêtées. Elle attire alors l'attention des médias en tant que plus jeune et première participante au Japon. Le 9 mai de la même année, Magara participe au 2e Congrès de la Ligue socialiste japonaise (日本社会主義同盟, Nihon Shakai Shugi Dōmei), organisation unitaire du mouvement socialiste dont la Sekirankai était extrêmement proche, lorsque ce congrès est interrompu par la police. À la suite de cet incident, il est ordonné à la Ligue de se dissoudre. Au cours de l'année 1921, Magara participe encore à plusieurs meetings et réunions du mouvement ouvrier et se trouve fréquemment en but à la répression policière. En novembre, elle est même arrêtée pour son rôle dans une campagne de propagande en direction de l'armée, avec Nakasone Sadayo, Magara est condamnée à quatre mois d'emprisonnement, elle est libérée en janvier 1922 sous caution.
Le 8 mars 1922, après la dissolution de la Sekirankai, Magara rejoint la Yōkakai (Société du huitième jour) avec Yamakawa Kikuei et d'autres militantes socialistes pour promouvoir la Journée internationale des femmes fêtée le 8 mars. La Journée internationale des femmes est célébrée publiquement pour la première fois le 8 mars 1923, la Yōkakai organise un meeting ou plusieurs oratrices prennent la parole pour promouvoir le droit au travail et à l'indépendance des femmes et la solidarité avec l'URSS, ce qui cause son interruption par des activistes anti-communistes. Parallèlement, en juillet 1922, Magara rejoint le Parti communiste japonais alors clandestin (le « 1er Parti communiste japonais », 1922 à 1925). À l'été 1923, elle est à nouveau arrêtée avec Nakasone Sadayo et elles sont toutes deux condamnées à quatre mois de prison pour avoir enfreint la loi sur la presse.
En 1926, Magara organise, avec entre autres Oku Mumeo, l’Association pour la promotion du mouvement politique des femmes (婦人政治運動促進会, Fujin seiji undō sokushin-kai) dans le but d’unifier le front des femmes. En effet, après l'élargissement en 1925 du suffrage à tous les hommes de plus de 25 ans, plusieurs partis prolétariens socialistes apparaissent, et chacun s’attache à développer sa propre organisation féminine. Cette tentative d’unification est cependant un échec face aux différences de tendances.
En mai 1928, avec Kikuei Yamakawa, Magara participe à la formation du Groupe d’étude des femmes prolétaires (無産婦人研究会, musan fujin kenkyū-kai), lié au Parti ouvrier-paysan (労働農民党, rōdōnōmintō). Ce groupe devient en janvier 1929, la Ligue des femmes prolétaires (無産婦人同盟, musan fujin dōmei), avec la dissolution du Parti ouvrier-paysan, la Ligue se rapproche du Parti des masses prolétariennes (無産大衆党, musan taishūtō) qui lui succède. En septembre 1931, à la suite de l’incident de Mukden et de l’invasion de la Mandchourie qui suit, la Ligue des femmes prolétaires est une des rares organisations féministes à dénoncer sans ambiguïté l’aventurisme militaire et l’impérialisme japonais mais elle échoue alors à rassembler les organisations féministes dans une mobilisation contre la guerre. Malgré cet isolement sur la question de l’anti-impérialisme, Magara et la Ligue des femmes prolétaires cherchent la coopération avec les ligues féministes socialistes ainsi qu’avec les féministes « libérales » notamment dans les campagnes pour le droit de vote des femmes et pour la revendication d’aides étatiques aux mères.
En 1932, la Ligue des femmes prolétaires et la Ligue des femmes sociales-démocrates (Shakai minshū fujin dōmei) fusionnent dans la Shakai taishū fujin dōmei, affiliée au Parti des masses sociales (社会大衆党, shakai taishū-tō). Magara devient la secrétaire générale du comité de la nouvelle organisation qui appelle à la destruction du fascisme, revendique l’octroi des pleins droits politiques aux femmes, des congés maternelles et menstruelles payés, le soutien financier aux mères et la mise en place de garderies pour les enfants. Cependant, avec la montée en puissance du militarisme, la tendance droitière du mouvement qui cherchait à obtenir des améliorations sociales en échange de son soutien au projet impérialiste gagne en importance jusqu'à prendre le contrôle du Shakai taishū-tō, tandis que la répression politique à l’encontre des pacifistes et des militants jugés subversifs s’intensifie. Si bien que Magara doit se mettre en retrait du militantisme, et la Shakai taishū fujin dōmei cesse ses activités en 1936.

### Après-guerre
Après la guerre, alors que les obstacles légaux à la participation des femmes à la vie politique sont levés et le droit de vote accordé, Magara Kondō ne s'engage dans aucun parti politique mais reste cependant activement engagée. Elle milite ainsi avec l'Alliance des électrices japonaises (日本婦人有権者同盟, nihon fujin yūkensha dōmei) qu'elle préside entre 1970 et 1974. 
Magara participe aussi dans les années 1960 à lancer un au mouvement pour clarifier la vérité sur l'affaire Kōtoku et obtenir une révision du procès de haute trahison de 1910 avec le Comité pour clarifier la vérité sur l’incident de haute trahison (大逆事件の真実をあきらかにする会, Taigyaku jiken no shinjitsu o akiraka ni suru kai) fondé en 1960. Dans les années 1970, Magara Kondō participe encore aux initiatives de réhabilitation et de conservation de la mémoire des victimes de l’Affaire d’Amakasu, notamment autour de la mise en valeur de la tombe de Sakae Ōsugi et Itō Noe et de celle de Munekazu Tachibana, ce qui débouche en mai 1976 sur la création du Comité pour l’érection d’une stèle sur la tombe de Sakae Ōsugi (大杉栄らの墓誌建立委員会, Ōsugi Sakae-ra no boshi konryū iinkai) dont elle est la représentante. Elle écrit également plusieurs témoignages sur son expérience et l'histoire du mouvement féministe et socialiste d'avant-guerre.